# Voice of Mongolia
Voice of Mongolia est une radio à diffusion internationale de la Mongolie, gérée par la chaîne de télévision nationale Mongolian National Broadcaster.
Elle diffuse huit heures par jour en cinq langues ; mongol, anglais, russe, japonais et chinois.